# Перечислительная комбинаторика
Перечислительная комбинаторика (или исчисляющая комбинаторика) — раздел комбинаторики, который рассматривает задачи о перечислении, то есть подсчёте количества, или непосредственного построения и перебора,  различных конфигураций (например, перестановок), образуемых элементами конечных множеств, на которые могут накладываться определённые ограничения, такие как: различимость или неразличимость элементов, возможность повторения одинаковых элементов и т. п.
Количество конфигураций, образованных несколькими манипуляциями над множеством, подсчитывается согласно правилам сложения и умножения.
Типичным примером задач данного раздела является подсчёт количества перестановок. Другой пример — известная Задача о письмах.